# Río Llanquihue
El río Llanquihue es un curso natural de agua que fluye en la comuna de Panguipulli, al sur de Chile. Nace en la confluencia del río Neltume y del río Fuy y desemboca en el lago Panguipulli.

## Trayecto
El río Llanquihue nace en la unión del los ríos Neltume y Fuy.: 472  Fluye al suroeste hasta la localidad de Punahue, luego se desvia hacia el este y tras recibir las aguas del estero Chumpulli es cruzado por la Ruta 203 CH, pasando muy cerca del caserío de Paillahuinte para finalmente desembocar en el lago Panguipulli, al noreste de la desembocadura del río Enco y al sur del caserío de Puerto Paillahuinte y al norte del poblado de Choshuenco.

## Historia
La denominación de Llanquihue proviene de llanquyn, "caerse, zambullirse" (en el agua), y we, "paraje".

## Población, economía y ecología
Presenta la plaga Didymo desde fines de 2012, por lo que Sernapesca declaró zona de área de plaga y se deben tomar las medidas pertinentes. Para más información, visitar didymo.sernapesca.cl

### Riesgos volcánicos
Este sector corresponde a una zona considerada de 'Alto Peligro' de ser afectadas por lahares, durante erupciones originadas en el volcán Mocho-Choshuenco. De acuerdo al Mapa de Peligros del complejo volcánico Mocho-Choshuenco se encuentra bajo clasificación (AIhL). En este sector volumen de los lahares puede ser mayor durante los meses de máxima acumulación de nieve (comúnmente entre los meses de junio a septiembre). Además, a lo largo de los cauces podría escurrir flujos de lava hasta 15 kilómetros de longitud, esto incluye a los ríos Fuy, Huilo Huilo, en ambos bordes del río, además el Estero Chumpulli o Punahue hasta su confluencia con el río Neltume, la totalidad del Río Llanquihue, incluyendo sector sur del Lago Panguipulli, el caserío de Puerto Paillahuinte y un tramo de la Ruta 203 CH.
Toda la zona comprendida entre el sur del Lago Panguipulli hasta la ribera oeste del Lago Pirehueico es una zona con 'Muy Alto Peligro' de ser afectada por caída de piroclastos balísticos y eventualmente también por bombas pumiceas de diámetro mayor a 6 cm.